# Piccadilly (biograf, Stockholm)

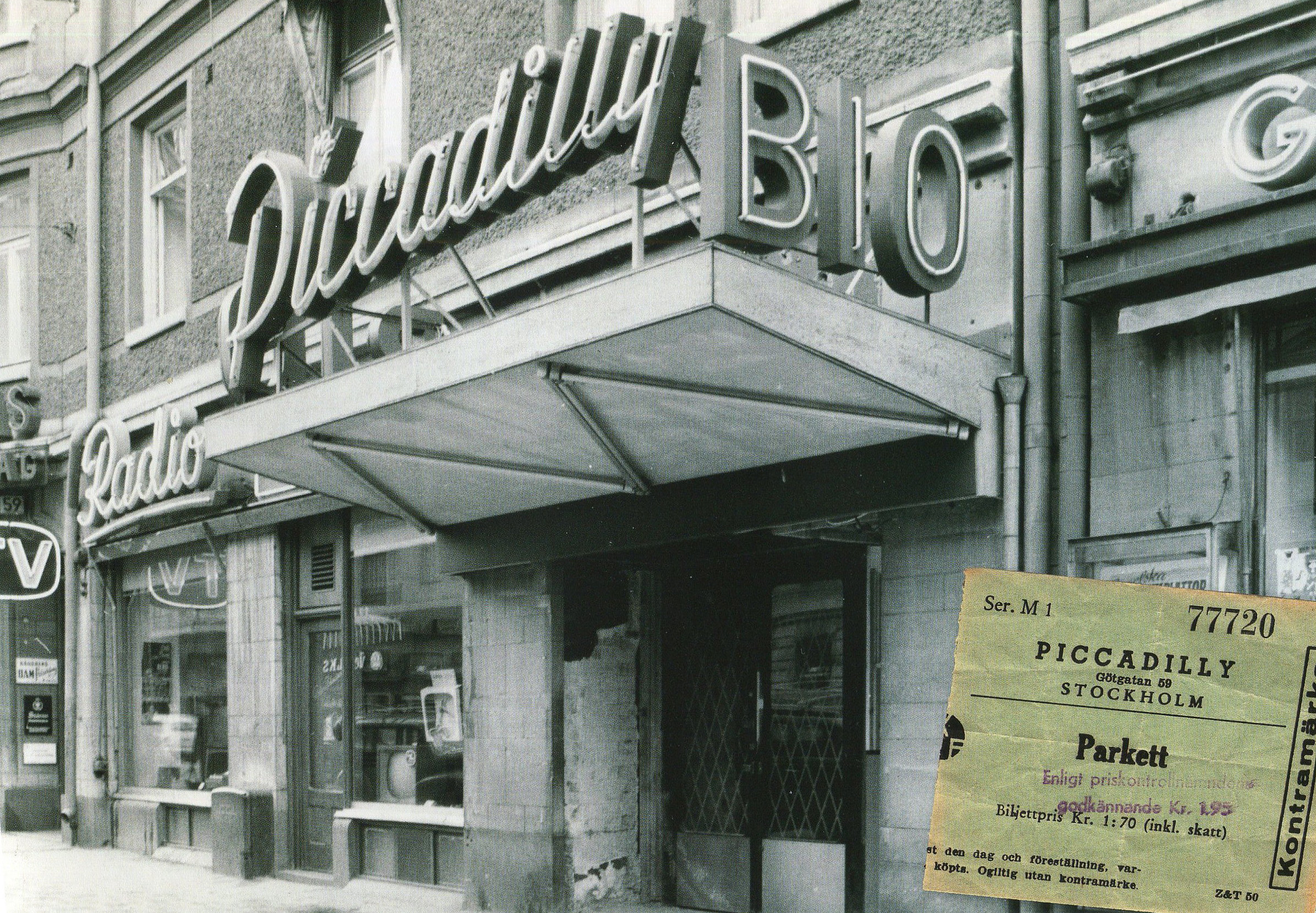
Piccadilly kort efter nedläggningen 1960.

Piccadilly var en biograf vid Götgatan 59 på Södermalm i Stockholm. Biografen fanns mellan 1912 och 1960 och hette även Katarina-Biografen och Bio 59an. Det fanns även en biograf Piccadilly, Birger Jarlsgatan 16 som existerade mellan 1917 och 1934 då den ersattes av Spegeln på samma adress.

## Historik

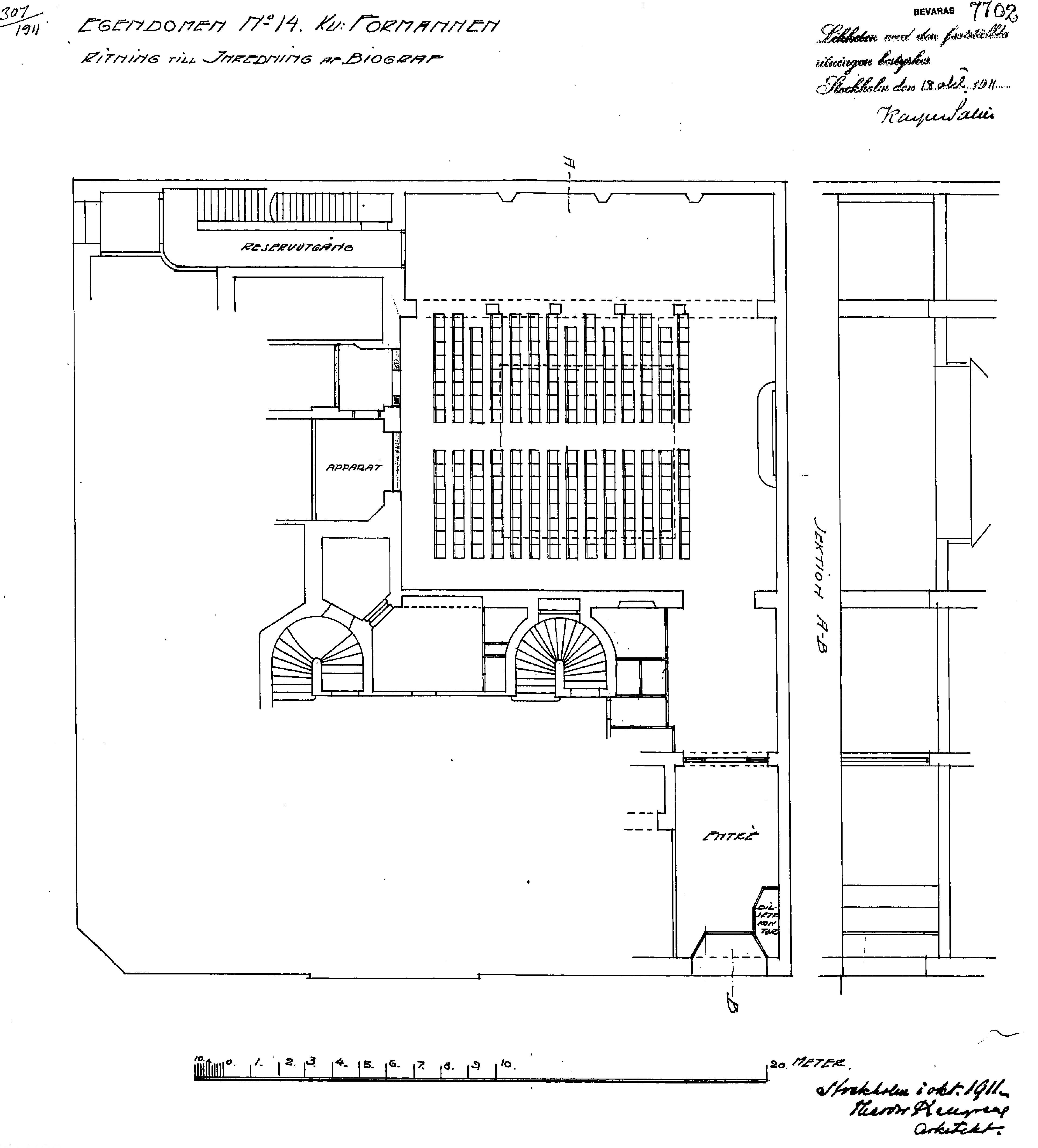
Biografsalongen 1911.

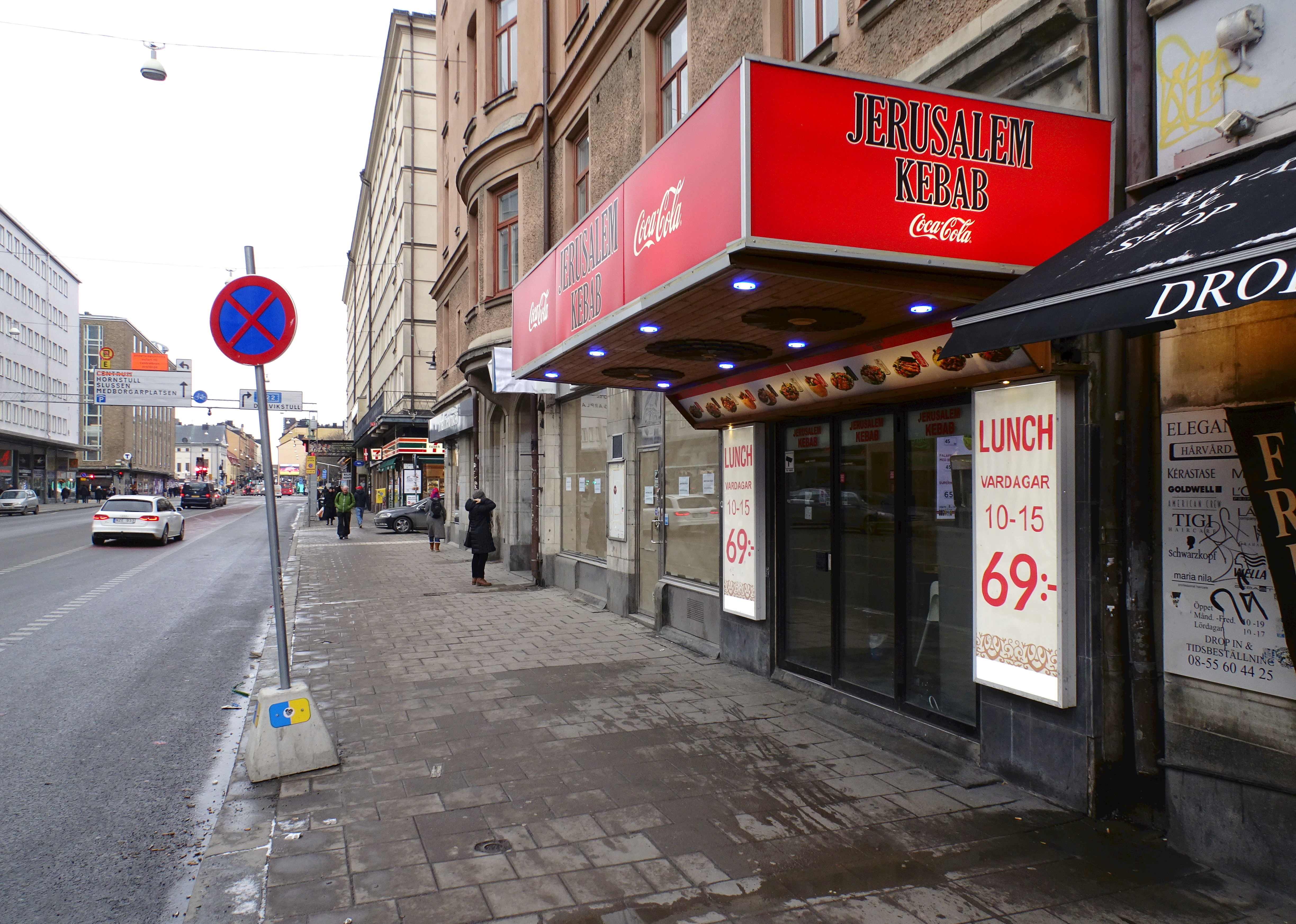
Den gamla entrén i januari 2017.

Biografen låg i fastigheten Formannen 14 som uppfördes 1909 till 1911 efter ritningar av arkitekt Rudolf Arborelius. Själva biografen ritades av Theodor Kellgren. Det blev klart året efter och öppnade den 17 april 1912 under namnet Katarina-Biografen. I foajén fanns biljettkassan och ett litet konditori. Salongen som hade 220 platser låg under bakgården och hade nästan kvadratisk form. 1918 ändrades namnet till Bio 59an (med anspelning på gatuadressen), men redan året efter infördes det ursprungliga namnet igen. 
År 1944 genomfördes en omfattande ombyggnad och modernisering, samtidigt döptes biografen om till Piccadilly ibland kallad Pickan. Över entrén fanns en uppåtriktad baldakin med biografens namn i neon mot Götgatan och ordet BIO på kortsidorna. Piccadilly drevs som Non-stop-biograf alltså med filmvisning fortlöpande och utan stopp ("non-stop"). Man hade journalfilmer och lustspel på repertoaren. 
På 1950-talet började folk stanna hemma och såg hellre på TV än att gå på bio (se biografdöden). Konkurrensen från det nya mediet drabbade speciellt kortfilm- och non-stop-biograferna hårt. På Piccadilly visades helt enkelt populära TV-program på filmduken några gånger i veckan. Men det kunde inte rädda biografen och i augusti 1960 gick den sista filmen här. Därefter byggdes salongen om till utställningslokal för en möbelaffär och i foajén inrättades en hamburgerrestaurang. Numera finns Jerusalem Kebab sedan många år i Piccadillys gamla foajé.